# Amt St. Gangolf

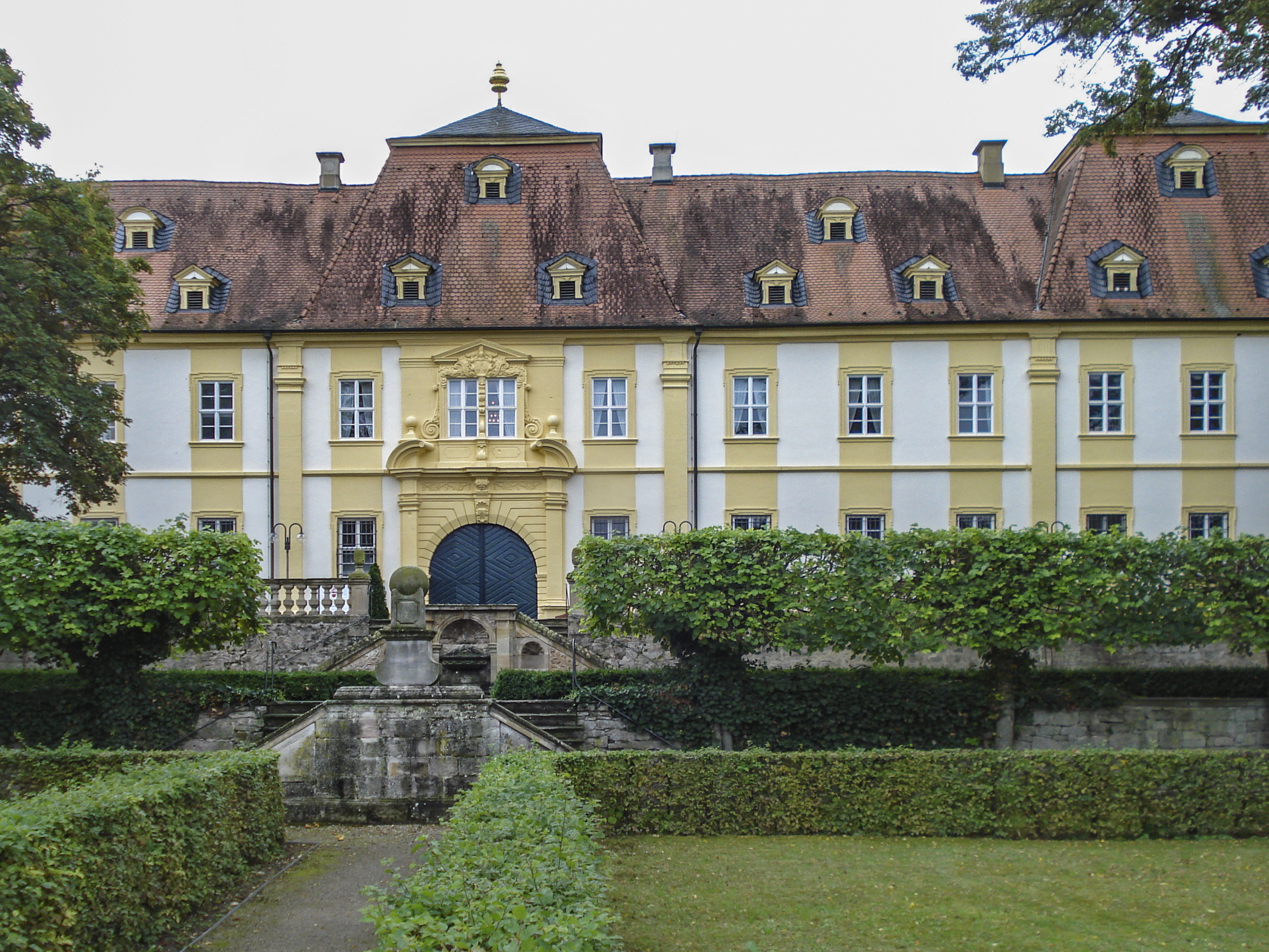
Schloss Oberschwappach

Das Amt St. Gangolf oder Amt Schwappach war ein mittelalterlicher und frühneuzeitlicher Verwaltungsbezirk des Zisterzienserklosters Ebrach. Sitz des Amtes war Schloss Oberschwappach.

## Geschichte
Die Kirche St. Gangolf erhielt das Kloster 1273 durch Heinrich von Zabelstein als Schenkung. Seine Vorfahren hatten diese für 25 Mark Silber gekauft. 1285 erhielt das Kloster eine Schenkung von zwei Huben in Oberschwappach und eine Hube in Steinsfeld durch Hermann Mützel. Im 13. Jahrhundert verfügte das Kloster in Oberschwappach neben der Kirche über vier Mansen, acht Lehngüter, drei Hofstätten, die Obermühle, zwei Häuser und umfangreiche Feldgüter. 1298 kaufte Kloster Ebrach weitere Güter von Konrad von Scherenberg. Am 10. Januar 1333 erwarb das Kloster von Ritter Dietrich von Hohenberg Güter in Oberschwappach, Neudorf und Eschenau für 600 Pfund Hl. 1408 erhielt das Kloster den Zehnten am Löffelberg von Dietrich von Bickenbach als Schenkung und erwarb 1452 von Hans Eb aus Zell den Zehnten am Eichelberg und Scherenberg bei Oberschwappach. Das Kloster konsolidierte damit systematisch seinen Besitz im Umfeld.
Im 15. Jahrhundert kam es zu einer Neuorganisation des Besitzes des Klosters. Es wurden 8 Ämter gebildet, dessen größtes das Amt. St. Gangolf war. Im Jahr 1600 bestand der Besitz des Amtes aus
- Oberschwappach (29 Häuser, 1 Mühle, 1 Kurie, 2 Lehen, 1 ödes Haus mit 33 Untertanen)
- Westheim (10 Häuser mit 10 Untertanen)
- Dampfach (6 Häuser mit 6 Untertanen)
- Steinsfeld (1 Kurie, 1 Mühle mit 2 Untertanen)

sowie Gütern in Unterschwappach, Reinhardswinden, Wonfurt, Hainert, Haßfurth, Sylbach, Augsfeld, Prappach, Knetzgau, Eschenau, Bischwind, Donnersdorf, Obereuerheim, Frankenwinheim, Schonungen und Wohnau.
Nach der Aufhebung des Klosters Ebrach 1803 im Zuge der Säkularisation kam das Amt an Bayern und wurde dort Teil des Landgerichtes Ebrach.